# Wełyka Jabłuniwka
Wełyka Jabłuniwka (ukr. Велика Яблунівка) – wieś na Ukrainie, w obwodzie czerkaskim, w rejonie smilanskim, nad Tiasmynem. Liczy 1966 mieszkańców.